# 钆喷酸
钆喷酸（INN：gadopentetic acid）,化学式：C14H18GdN3O10，为Ga3+与二乙三胺五乙酸（DTPA）的螯合物，因此可表示为Ga-DTPA。为首个用于临床的磁共振成像（MRI）造影剂，商品名为马根维显（Magnevist）。
临床上采用其葡甲胺盐形式进行注射给药，即钆喷酸葡胺（USAN：gadopentetate dimeglumine，钆喷酸二葡甲胺）（旧称磁显葡胺）。其在血脑屏障破裂处和血管、血流动力学方面具有较高的灵敏度，同时也是目前临床最常用的核磁共振成像造影剂之一。

## 历史
钆喷酸由1981年德国先灵(Schering AG)制药公司的Hanns-Joachim Weinmann和其同事首次发现 ，1983年Weinmann与Brasch首次应用于脑部肿瘤诊断，1987年通过美国FDA认证，同时开启了MRI造影剂的研究历程。
2017年7月，因为长期使用钆喷酸会造成钆脑部沉积，欧洲药品管理局建议其成员国暂停批准包括马根维显在内的线性结构钆造影剂用于全身使用。

## 结构性质
钆喷酸属线性螯合物，其动力学络合稳定常数{\displaystyle lgK}=22.46。
钆喷酸中心离子Ga3+配位数为9，螯合配体二乙三胺五乙酸拥有3个氮原子和五个羧基氧配齿与Ga3+螯合，剩余的Ga3+配位数与水分子氧进行配位。螯合配体与Ga3+形成变形三帽三棱柱几何结构,Ga-O水键长略长于Ga-O羧基，Ga-N中心键长略短于Ga-N两侧。不同阳离子的钆喷酸盐咬角介于理想四角反棱柱和理想三帽三棱柱之间。
Ga3+外层电子轨道含有7对自旋平行的未成对电子，8S电子基态使得Ga3+具有强顺磁性。水分子与顺磁性的Ga3+可逆结合在氢核磁共振中产生内界弛豫，影响T1和T2弛豫时间，造成MRI像衬度。

## MRI造影剂

### 原理
钆喷酸为离子型钆基造影剂，高络合稳定常数使得在体内很稳定，脱螯出有毒的Ga3+可忽略不计。
Ga3+的强顺磁性使得钆喷酸为阳性显影剂。Gd3+配位数为9，然而配体DTPA配位数为8，因此剩余的位点与水分子可逆结合在氢核磁共振中产生内界弛豫，减小和自旋-晶格弛豫时间T1和自旋-自旋弛豫时间T2，但T1弛豫时间减小占比更优(T1弛豫效率=4 mM-1s-1；T2弛豫效率=6 mM-1s-1)，使得T1加权图像更亮，形成对比度。

### 作用
静脉注射后，钆喷酸迅速扩散到血液和细胞外空间，其分布无器官专一性，与各组织供血和毛细血管通透性有关。分布半衰期12分钟，清除半衰期100分钟，药物原体经肾从尿液排出，少部分会分泌到胃肠道经粪便排出。作为一种高极性且相对较大的分子，钆喷酸在静脉注射后无法穿过脑部、睾丸、眼部等有毛细血管屏障的器官，因此其无法正常透过健康人体的血脑屏障，若血管异常或有血脑屏障异常的颅内病变（如胶质母细胞瘤），钆喷酸则会在病变部位透过血脑屏障，MRI图像上相应部分产生高亮。因此钆喷酸可用于识别血管病变和脑部肿瘤。
钆喷酸葡胺注射到关节中可进行延迟钆增强磁共振软骨成像（dGEMRIC），因钆喷酸葡胺独特的电子结构可实现逆向测量自旋-晶格弛豫时间T1，这是因为T1与软骨中蛋白聚糖聚集体浓度以及糖胺聚糖带电侧基有关。

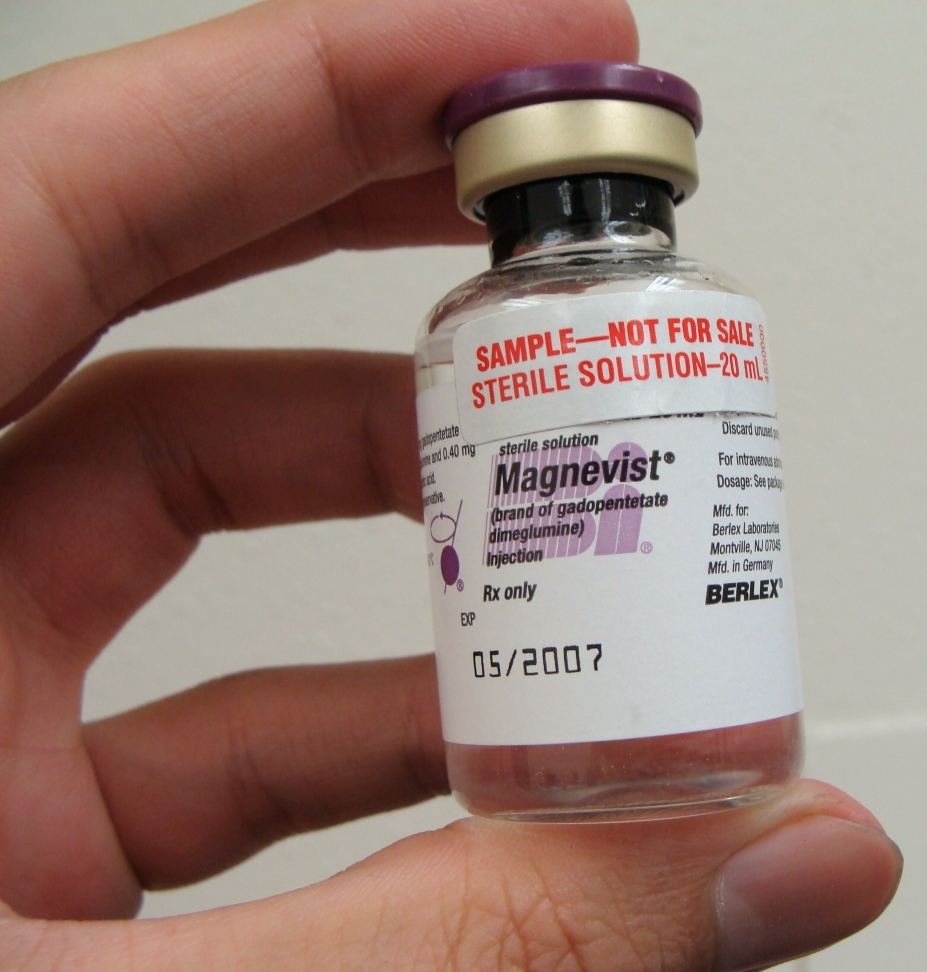
马根维显注射液

### 风险
作为含钆制剂，患有严重肾脏疾病以及肾功能不全的患者使用钆喷酸会引起肾源性系统性纤维化，因此该类人群被限制使用钆喷酸以及相关含钆显影剂。。长期使用会造成钆脑部沉积。同时其不良发生率很低，但有既往有含碘显影剂以及含钆显影剂相关过敏史、以及含有基础疾病的使用者发生不良反应风险会增加。

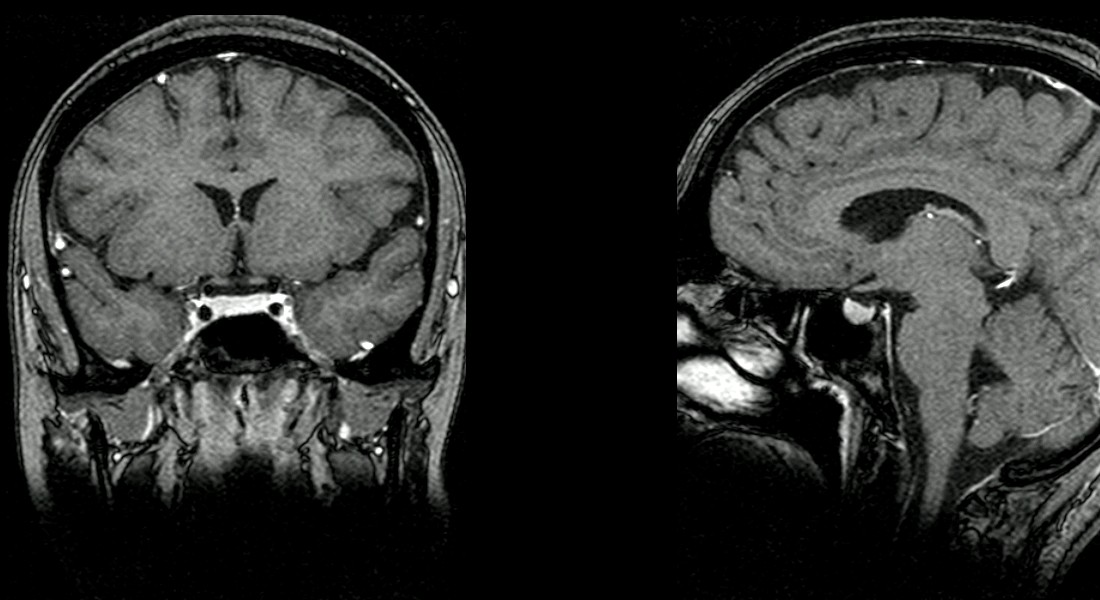
马根维显（10ml）作为脑垂体造影剂的MRI图像